# Llanterna d'Aristòtil

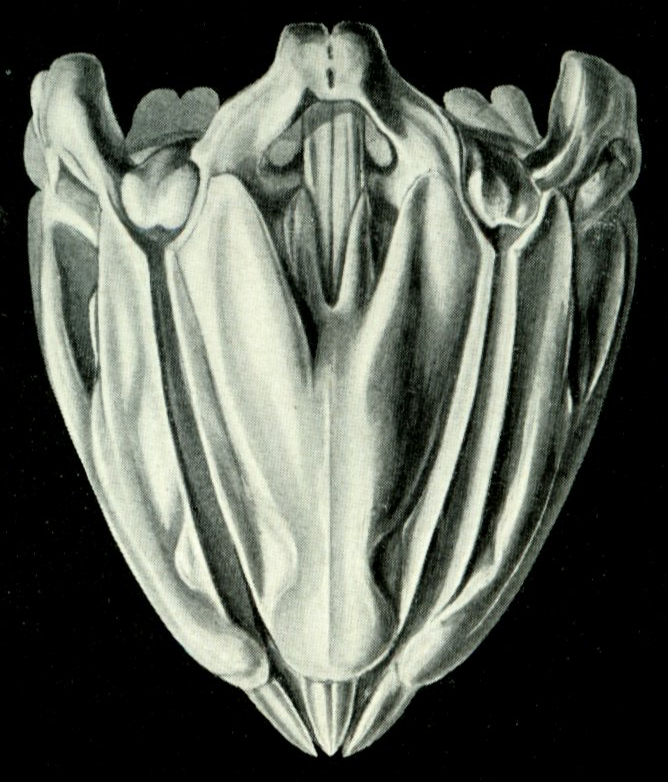
Llanterna d'Aristòtil (dibuix d'Ernst Heackel)

La llanterna d'Aristòtil és l'òrgan mastegador dels eriçons de mar. Es tracta de una complexa estructura esquelètica i muscular protràctil situada a l'interior de la closca que consisteix en una armadura pentagonal i una complexa formació muscular, amb cinc dents potents de carbonat de calci que creixen de forma contínua per compensar el desgast que pateixen.
La llanterna envolta la cavitat bucal i la faringe. En la seva part superior, la faringe s'obre a l'esòfag. Amb aquesta estructura els eriçons de mar són capaços de esbocinar l'aliment en fragments petits, raspar les roques i així poder menjar-se les algues que estan enganxades a elles, i fins i tot enfilar-se per la superfície del fons marí o excavar refugis en substrats durs.
El filòsof grec Aristòtil (384 - 322 a. C.) va ser qui va descriure aquesta estructura en el seu llibre Història Animalium i la va comparar amb una "llanterna de banya", llum que s'utilitzava antigament, en temps d'Aristòtil, de planta pentagonal on se situava una espelma envoltada per cinc plaques fetes de banya, que impedien que el vent l'apagués, i que en ser semitransparents deixaven passar la llum.

## Galeria

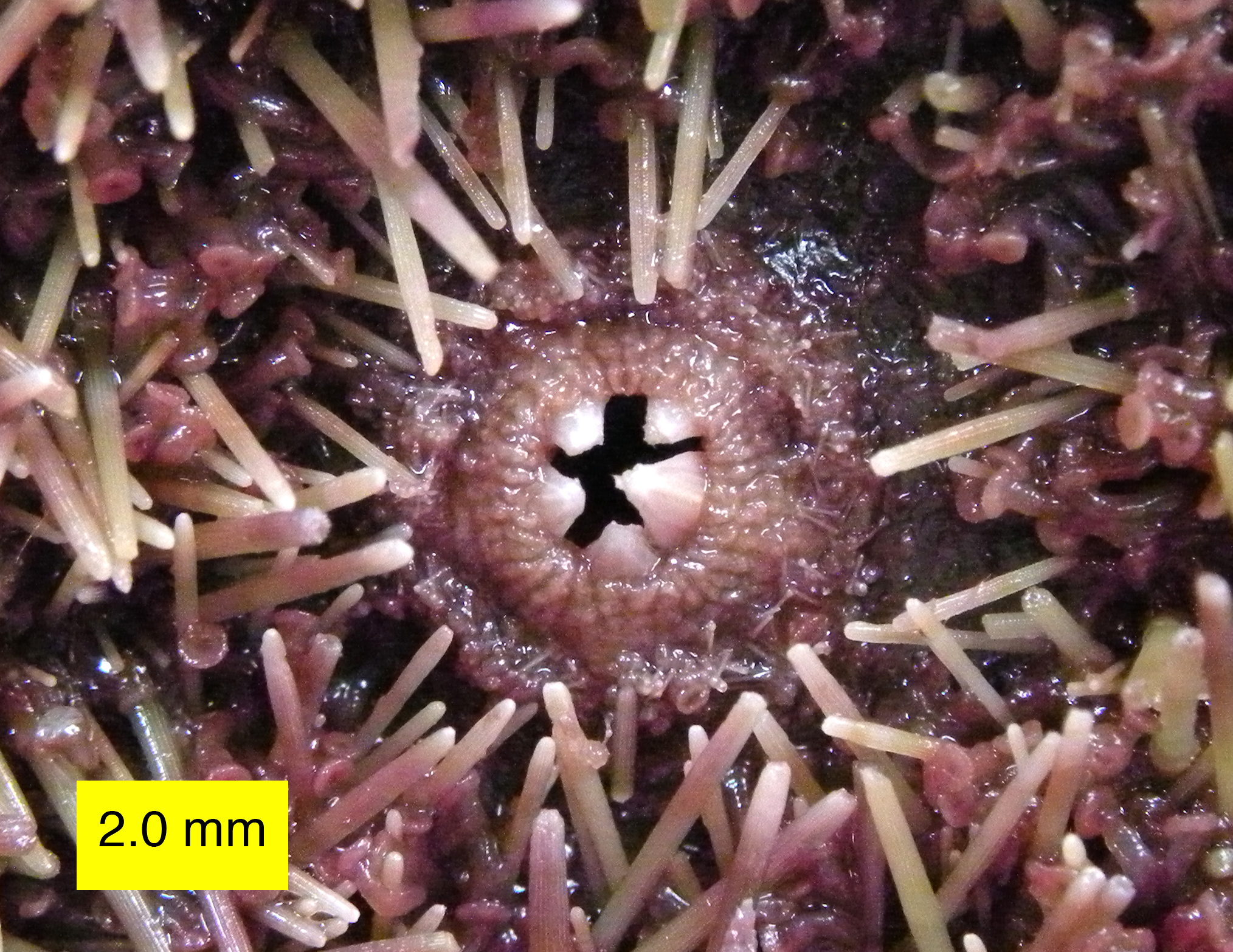
Orifici bucal que mostra les cinc dents (Strongylocentrotus purpuratus).
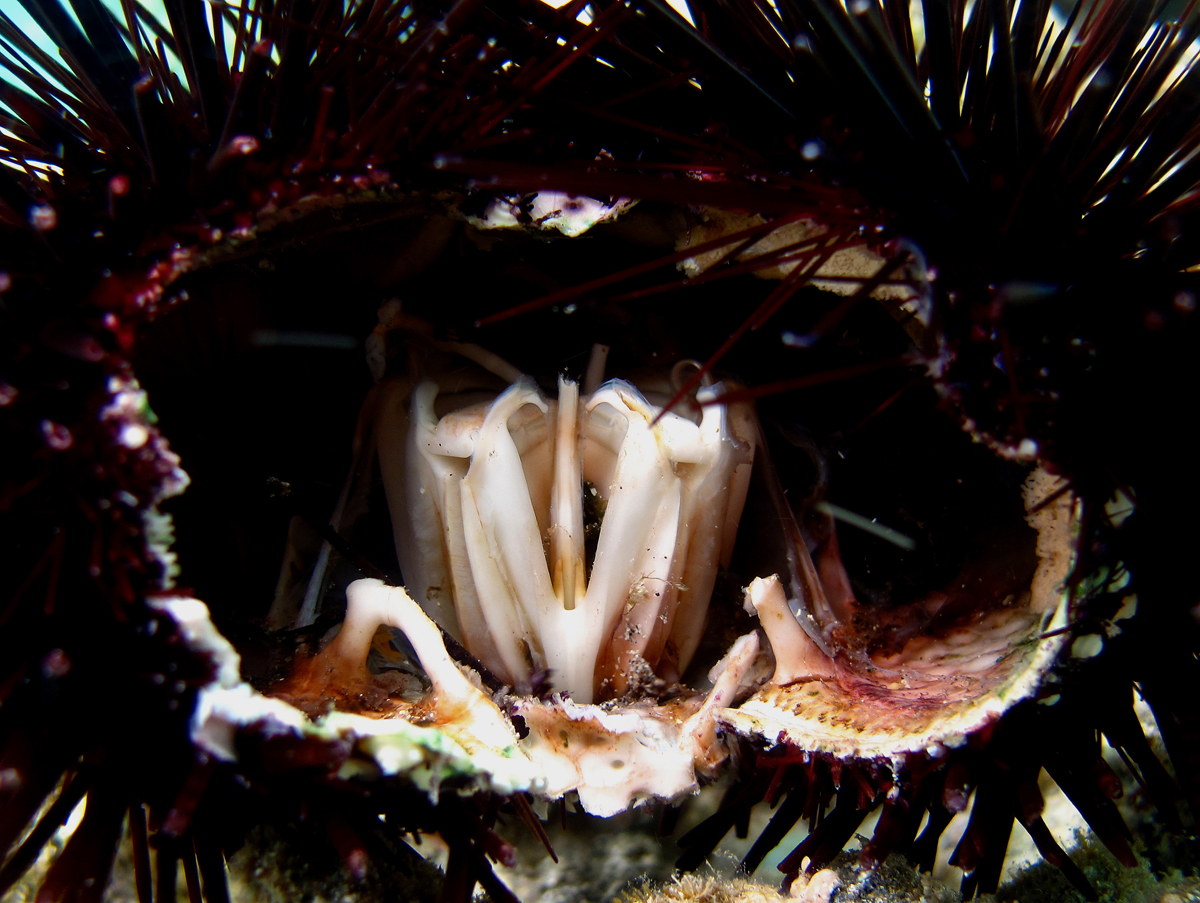
Llanterna d'Aristòtil d'un eriçó de mar
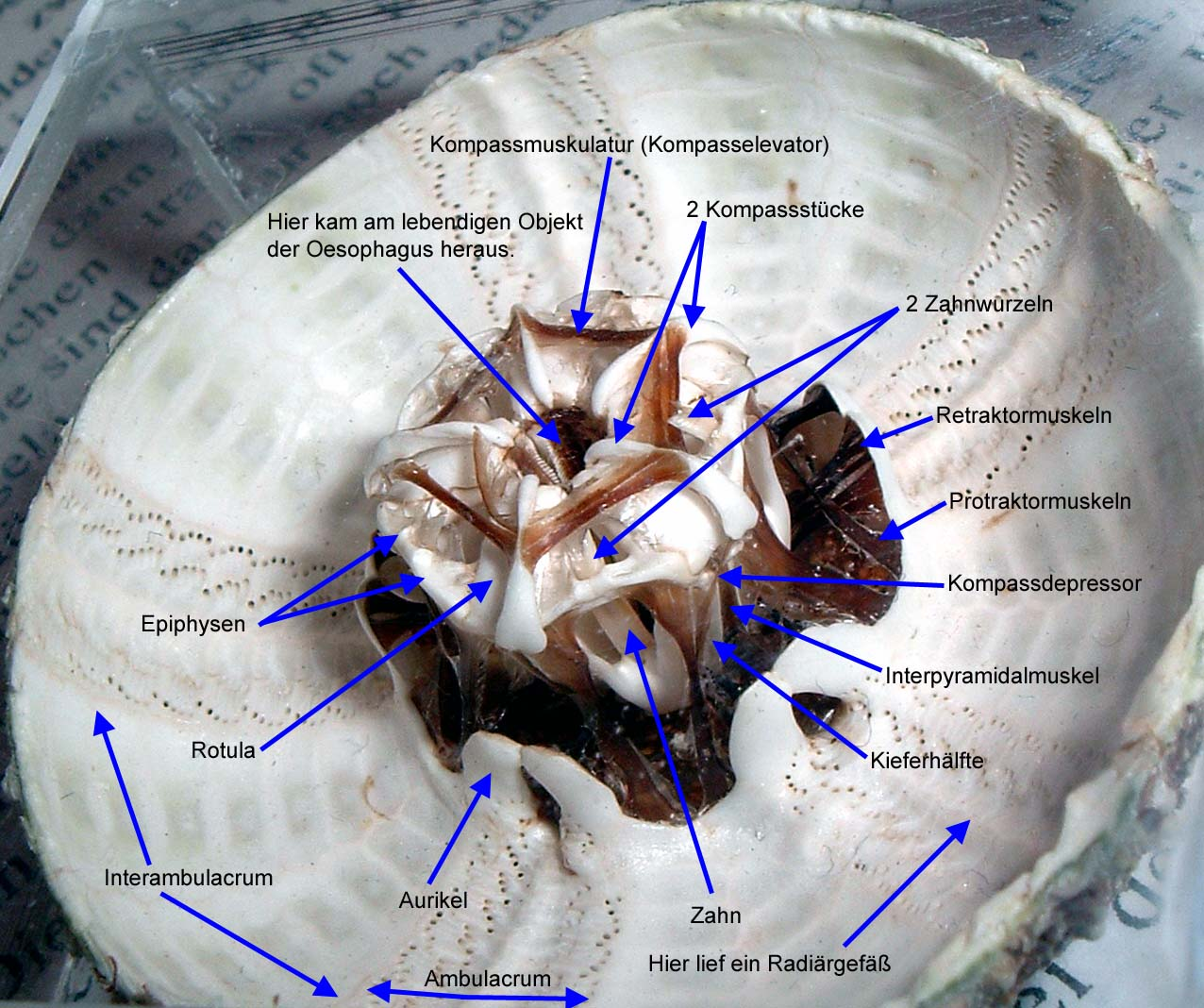
Vista interna d'una Llanterna d'Aristòtil amb els seus muscles i lligaments.
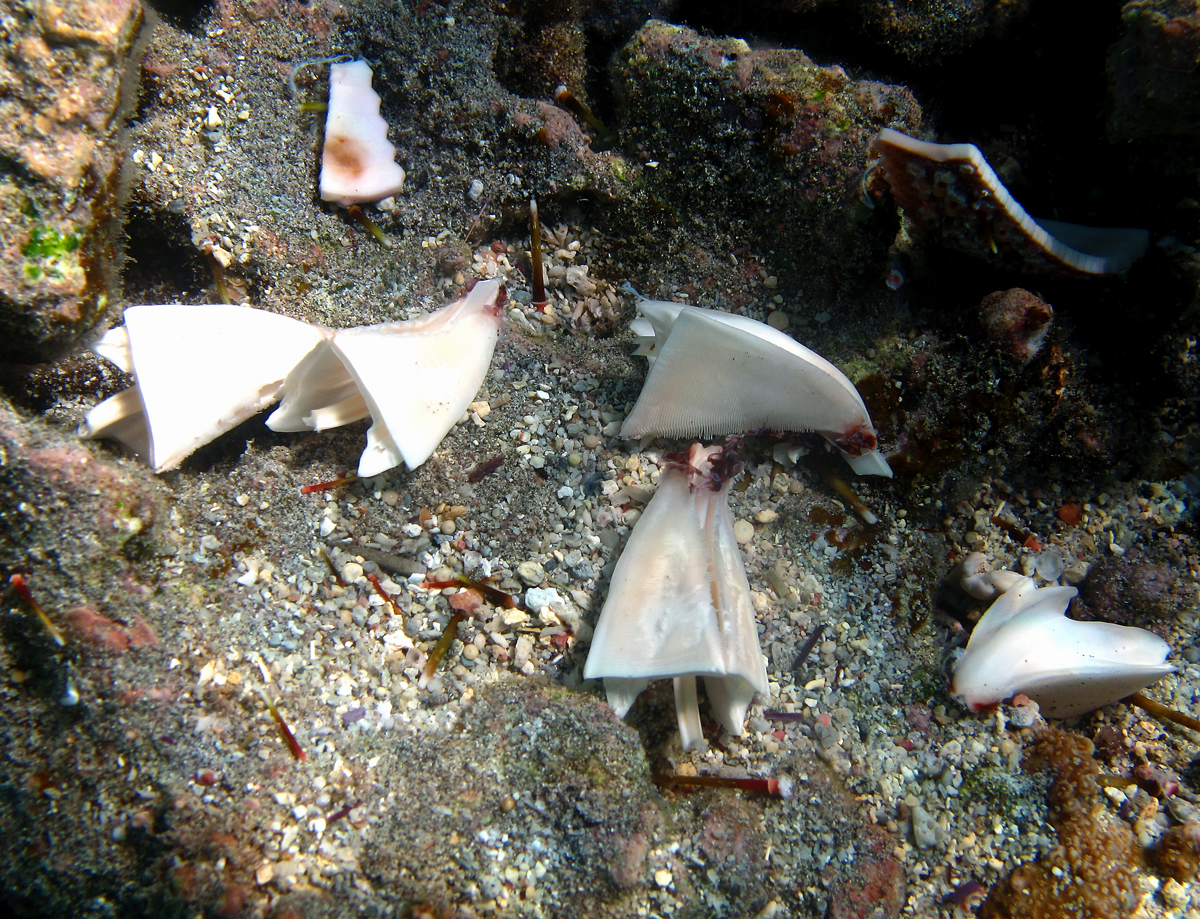
Dents d'un eriçó separats de la seva llanterna.